# Guiscriff
Guiscriff (bret. Gwiskn) – miejscowość i gmina we Francji, w regionie Bretania, w departamencie Morbihan.
Według danych na rok 1990 gminę zamieszkiwało 2529 osób, a gęstość zaludnienia wynosiła 30 osób/km² (wśród 1269 gmin Bretanii Guiscriff plasuje się na 231. miejscu pod względem liczby ludności, natomiast pod względem powierzchni na miejscu 6.).